# Quadrant (mathématiques)
Pour les articles homonymes, voir Quadrant.

Repère orthonormé et noms des quadrants.

Un quadrant  est, en géométrie analytique, chacune des quatre portions :
- de la circonférence du cercle et l’arc angulaire correspondant (lui-même divisé en 100 grades ou 90 degrés et leurs subdivisions respectives, ou étalonné sur {\displaystyle \pi /2} radians) ;
- du plan, ces portions étant délimitées par un système de coordonnées rectangulaires appelé repère orthonormé.

Dans les deux cas, les quadrants sont numérotés de 1 à 4 (de I à IV) dans le sens direct (anti-horaire), à partir de celui situé dans le quart de plan supérieur de droite.

## Utilisation
Cette figure géométrique est utilisée, par exemple en électrotechnique pour représenter l'évolution de deux paramètres liés (par exemple la vitesse par rapport au couple).

Quatre quadrants d'un moteur. Dans le cas d'un moteur, la puissance mécanique de sortie est égale à.
Si le signe de P est positif, le moteur fournit de la puissance mécanique ; si P est négatif, il en reçoit.
Par conséquent, les 1er et 3e quadrants représentent le fonctionnement en moteur. Si le moteur est, les 2e et 4e quadrants représentent le fonctionnement en générateur.